# Liste der Monuments historiques in Hausgauen
Die Liste der Monuments historiques in Hausgauen führt die Monuments historiques in der französischen Gemeinde Hausgauen auf.

## Liste der Bauwerke
| Bezeichnung      | Beschreibung                                                           | Standort              | Kennzeichnung | Schutzstatus | Datum | Bild           |
| ---------------- | ---------------------------------------------------------------------- | --------------------- | ------------- | ------------ | ----- | -------------- |
| Kapelle St-Brice | Kapelle bezeichnet 1695, mit ottonischen Bauteilen; Eremitage von 1736 | Route Schwoben (Lage) | PA68000063    | Inscrit      | 2015  | weitere Bilder |